# 이시다 타쿠야
이시다 타쿠야(일본어: 石田 卓也 이시다 다쿠야[*], 1987년 2월 10일~)는 일본의 배우이다.

## 약력
2002년, 《제15회 쥬논 수퍼 보이 콘테스트》에서 독자 투표 1위를 획득해, 포토 제닉상을 수상.
2005년, 드라마 《청춘의 문·치쿠호 편》으로 데뷔.

## 출연

### 드라마
- 청춘의 문·지쿠호 편 (2005년 3월 21일 ~ 22일, TBS) - 이부키 신스케(13 ~ 18세) 역
- 사랑하는 일요일 문학의 노래 시리즈 제13화 〈로기쇼〉 (2005년 12월 25일, BS-i) - 유즈키 역
- 아르바이트 탐정/100만 인의 표적 (2005년 11월 13일, WOWOW)
- 가치바카! (2006년 1월 ~ 3월, TBS) - 후카다 히로유키 역
- 쇼트 필름도 도쿄 소녀 제2화 〈바라보는 소녀〉 (2006년 8월 6일, BS-i) - 유이치 역
- 후지 TV 영 시나리오 대상 〈브로콜리〉 (2007년 1월 20일, 후지 TV) - 이치카와 게이타 역
- 보이스~생명 없는 자의 목소리 제6화 (2009년 2월 16일, 후지 TV) - 소마 야스히코 역
- 구명 병동 24시 제4시리즈 (2009년 8월 ~ 9월, 후지 TV) - 구도 료스케 역
- 드라마 특별 기획 〈안녕이라고 말하지 못해~아이들에게 다가오는 드러그의 유혹, 야경 선생의 고뇌~〉 (2009년 9월 18일, 아사히 방송 제작·TV 아사히) - 나가시마 고지 역
- 불모지대 (2009년 10월 ~ 2010년 3월, 후지 TV) - 사메지마 도모아쓰 역
- 구명 병동 24시~2010 스페셜~ (2010년 1월 3일, 후지 TV) - 구도 료스케 역
- 맛쓰구~카마쿠라가시 도리모노히카에~ 제6화 (2010년 6월 12일, NHK 종합) - 교타로 역
- 도망 변호자 제9화 (2010년 8월 31일, 후지 TV) - 사쿠마 료스케 역
- 구로효 용과 같이 신장 (2010년 10월 ~ 12월, MBS 제작·TBS) - 사카키 텐마 역
- URAKARA 제7화 (2011년 2월 25일, TV 도쿄) - 다케다 가즈마 역
- 아스코마치~아스카 공업 고교 이야기~ (2011년 4월 ~ 7월, TV 아사히) - 히로세 사토미 역
- 도요 와이드 극장 〈가시 마을〉 (2011년 6월 18일, 아사히 방송 제작·TV 아사히) - 이카리 마코토 역
- 사다 마사시 드라마 스페셜 〈고향~딸의 여행~〉 (2011년 7월 5일, 후지 TV) - 기타가와 고키 역
- 일중 국교 정상화 40년 기념 다큐멘터리 드라마 〈개척자들〉 (2012년 1월 1일 ~ 29일, NHK BS 프리미엄) - 아베 시로 역
- 타이트 로프의 여자 (2012년 1월 ~ 2월, NHK) - 사카키 케이치로 역
- 사랑이란 사치가 내게 떨어져 내린 걸까? (2012년 3월 ~ 5월, 후지 TV TWO) - 세오 준페이 역
- 쿠로효 2 용과 같이 아수라 편 (2012년 4월 ~ 6월, MBS 제작·TBS) - 사카키 덴마 역
- ATARU CASE06 (2012년 5월 20일, TBS) - 히가시 다이치 역
- 주마등 주식회사 제3화 (2012년 7월 30일, TBS) - 고이즈미 하야토 역
- 가면라이더 위저드 제12 ~ 13화 (2012년 11월 25일 ~ 12월 2일, TV 아사히) - 이나가키 테츠야 역
- 라스트 호프 HOPE-09 (2013년 3월 12일, 후지 TV) - 마치다 게이스케 역
- 잠입탐정 도카게 제7화 (2013년 5월 30일, TBS) - 구보즈카 도이치로 역
- 1964 도쿄 올림픽 제3회 〈“1억 인”에게 승리를~애슬리트들의 도전~〉 (2013년 8월 21일, NHK) - 요시다 요시카쓰 역
- 특집 드라마 〈시작의 노래〉 (2013년 9월 23일, NHK 종합) - 후지타 세이지 역
- 연속 TV 소설 잘 먹었습니다 (2013년 9월 ~ 2014년 3월, NHK 종합) - 곤도 마나부 역
- 파트너 season12 제1화 (2013년 10월 16일, TV 아사히) - 이노세 역
- 단다린 노동기준감독관 제8화 (2013년 11월 20일, 닛폰 TV) - 오야마다 코우 역
- TV 아사히 개국 55주년 기념 2밤 연속 드라마 스페셜 〈올림픽의 몸값~1964년·여름~〉 (2013년 11월 30일 ~ 12월 1일, TV 아사히)
- LOST IN TOKYO (2014년 3월 30일, NHK 종합)
- 가미야 겐지로 체포록 2 제7화 (2015년 5월 15일, NHK BS 프리미엄)
- 바다에 내리다 (2015년 10월 ~ 11월, WOWOW)
- 네즈미, 에도를 달리는 2 제6회 (2016년 5월 19일, NHK 종합)

### 영화
- 세미시구레 (2005년, 도호)
- 러프 ROUGH (2006년, 토호) - 오가타 다케시 역
- 밤의 피크닉 (2006년, 무비 아이/쇼치쿠) - 주연·니시와키 도루 역
- 기토키토! (2007년, 시네콰논) - 주연·사이토 유스케 역
- 바람의 바깥쪽 (2007년) - 양수일 역
- 구미 초콜릿 파인 (2007년) - 주연·오오하시 겐조 역
- 도쿄 소년 (2008년, 엠 에프 박스) - 가라사와 슈 역
- 리얼 술래잡기 (2008년, 팬텀 필름) - 주연·사토 쓰바사 역
- 비의 날개 (2008년, EMI 뮤직 재팬) - 마쓰마에 요스케 역
- Sweet Rain 사신의 정도 (2008년, 워너 브라더스 영화) - 아쿠쓰 신지 역
- 우리들과 경찰아저씨의 700일 전쟁 (2008년, 가가) - 사이죠 역
- R246 STORY (2008년)
- GS 원덜랜드 (2008년, 데스페라도/닛카츠) - 기가와 마사오 역
- 죄라든가 벌이라든가 (2009년, 도쿄 테아트르) - 미야시타 역
- 여자 마음 (2009년) - 히데 역
- 가슴 배구단 (2009년, 워너 브라더스 영화/토에이) - 배구부 선배 역
- 가모가와 호르모 (2009년, 쇼치쿠) - 아시야 미치루 역
- 꽃의 아스카조 NEO! (2009년) - 데루 역
- 60세의 러브 레터 (2009년) - 기타지마 역
- ROOKIES-졸업- (2009년, 토호) - 하마나카 타이요 역
- 화천의 성 (2009년, 토에이) - 이치조 역
- 리얼 술래잡기 2 (2010년, 팬텀 필름) - 주연·사토 쓰바사 역
- KING GAME (2010년, 팬텀 필름) - 주연·스즈 역
- 신 상·탄광 마을의 세레나데 (2010년, 골드 러시 픽처즈) - 나카오카 신이치 역
- 산-가쿠- (2011년, 도호) - 아쿠쓰 도시오 역
- 리얼 술래잡기 4 (2012년, 유나이티드 시네마) - 주민 역 (특별 출연)
- A.F.O (2014년, 메~테레/스타캣) - 주연·오오쿠라 역
- TOKYO TRIBE (2014년, 닛카츠)
- 후리코 (2015년, 요시모토 크리에이티브 에이전시)
- 즈타보로 (2015년, 토에이)

### 무대
- 가모가와 호르모 (2009년) - 주연·아베 역

### 성우
- 시간을 달리는 소녀 (2006년, 가도카와 헤럴드 영화) - 마미야 지아키 역

### 뮤직 비디오
- ONE☆DRAFT 〈후루사토〉 (2007년)
- FUNKY MONKEY BABYS 〈여행길에 오름〉 (2008년)
- JAMOSA 〈BOND~키즈나~ feat.와카단나〉 (2010년)

## 수상
- 제15회 쥬논 수퍼 보이 콘테스트 포토 제닉상 (2002년)
- 제79회 기네마 준보상 신인 남우상 (2005년)
- 제15회 일본 영화 비평가 대상 신인상 (2005년)